# خوسيه كاسترو (لاعب رماية)
خوسيه كاسترو هو لاعب رماية برازيلي، (ولد في ريو دي جانيرو في البرازيل مايو 1907 – 1965 م).

## وصلات خارجية
- خوسيه كاسترو على موقع أوليمبيديا (الإنجليزية)